# A House of Dynamite
Pour plus de détails, voir Fiche technique et Distribution.
A House of Dynamite est un film américain réalisé par Kathryn Bigelow et dont la sortie est prévue en 2025. Il sera diffusé sur Netflix.

## Synopsis
Un groupe de responsables de la Maison-Blanche s'efforce de faire face à une attaque de missiles imminente contre les États-Unis.

## Fiche technique
Sauf indication contraire, les informations mentionnées dans cette section peuvent être confirmées par les bases de données cinématographiques IMDb et Allociné,  présentes dans la section « Liens externes ».
- Titre original : A House of Dynamite
- Réalisation : Kathryn Bigelow
- Scénario : Noah Oppenheim
- Musique : Volker Bertelmann
- Décors : Jeremy Hindle
- Costumes : Sarah Edwards
- Photographie : Barry Ackroyd
- Montage : N/A
- Production : Greg Shapiro, Kathryn Bigelow et Noah Oppenheim
- Société de production : Prologue Entertainment
- Société de distribution : Netflix
- Budget : N/A
- Pays de production :  États-Unis
- Langue originale : anglais
- Format : couleur
- Genre : thriller politique
- Date de sortie[2] : 24 octobre 2025 Date sujette à modification (sur Netflix)

## Distribution
- Idris Elba
- Rebecca Ferguson : Olivia Walker
- Gabriel Basso
- Jared Harris
- Greta Lee
- Tracy Letts
- Moses Ingram
- Anthony Ramos
- Brian Tee
- Jonah Hauer-King
- Kyle Allen
- Jason Clarke
- Gbenga Akinnagbe
- Abubakr Ali
- Willa Fitzgerald
- Renée Elise Goldsberry
- Kaitlyn Dever

## Production
En mai 2024, il est annoncé que Kathryn Bigelow va réaliser un thriller pour Netflix, son premier long métrage depuis Detroit (2017). Le mois suivant, Idris Elba, Rebecca Ferguson, Gabriel Basso, Jared Harris ou encore Greta Lee sont annoncés dans les rôles principaux,,. En août 2024, Tracy Letts et Moses Ingram sont confirmés. En septembre, c'est au tour d'Anthony Ramos, Brian Tee, Jonah Hauer-King, Kyle Allen, Francesca Carpanini, Abubakr Ali, Malachi Beasley, Aminah Nieves et Jason Clarke de rejoindre la distribution,,,,. En octobre 2024, Gbenga Akinnagbe est annoncé.
Fin octobre 2024, il est révélé que le tournage a débuté, à Trenton dans le New Jersey. En décembre 2024, il est annoncé que le film est en postproduction.

## Sortie et accueil
En juin 2025, il est révélé que le film — jusqu'à présent sans titre — s'intitule A House of Dynamite. Il est précisé qu'il connaitra une sortie limitée dans certaines salles américaines, avant une diffusion sur Netflix le 24 octobre 2025,.